# Moxastin
Moxastin je antihistaminikum používané jako antiemetikum a antivertiginózum proti kinetózám.
Látka byla vyvinuta v Československu. V Česku je znám jako účinná látka tablet Kinedryl, kde je ve formě moxastin-teoklát.